# 박창준 (골프 선수)
박창준(1983년 6월 5일 ~ )은 대한민국의 골프 선수이다.

## 수상
- 2009년 SBS 골프 스카이72 투어 10회 대회 공동 3위